# Hypatia (Exoplanet)
Hypatia (Iota Draconis b) ist ein Exoplanet, der den orangen Riesen Edasich (Iota Draconis) alle 511 Tage umkreist. Auf Grund seiner Masse wird angenommen, dass es sich um einen Gasplaneten handelt.

## Namensherkunft
Wie alle Exoplaneten wurde Hypatia ursprünglich allein mit dem offiziellen Namen des Sterns und einem Kleinbuchstaben, entsprechend der Reihenfolge der Entdeckung, bezeichnet. Nach einem öffentlich ausgeschriebenen Wettbewerb der IAU erhielt er am 15. Dezember 2015 einen offiziellen Namen nach der spätantiken griechischen Astronomin, Mathematikerin und Philosophin Hypatia.

## Entdeckung
Der Planet wurde von Sabine Frink und Mitarbeitern im Jahr 2001 entdeckt. Der Nachweis erfolgte mit Hilfe der Radialgeschwindigkeitsmethode. Er war der erste Planet, der um einen Riesenstern nachgewiesen wurde. Dies wurde als Beweis dafür angesehen, dass Planeten den Übergang ihres Muttersterns von der Hauptreihe in die Gruppe der Riesensterne überstehen können.

## Umlauf und Masse
Der Planet umkreist seinen Stern in einer mittleren Entfernung von ca. 1,3 Astronomischen Einheiten. Aufgrund seiner hohen Exzentrizität von 0,71 nähert er sich im Periastron bis auf 0,4 AE an und entfernt sich wieder auf über 2 AE. Hypatia hat eine Masse von mindestens 8,8 Jupitermassen (2800 Erdmassen). Es könnte durchaus sein, dass die Masse deutlich höher liegt und Hypatia ein Brauner Zwerg ist.